# Sienickie
Sienickie est un village polonais de la gmina de Grajewo, dans le powiat de Grajewo, voïvodie de Podlachie, au nord-est du pays. 
Il est situé à environ 14 km au sud de Grajewo et à 65 km au nord-ouest de la capitale régionale Białystok.